# دستي كولمان
دستي كولمان (بالإنجليزية: Dusty Coleman)‏ هو لاعب كرة قاعدة أمريكي، ولد في 20 أبريل 1987 في سو فولز في الولايات المتحدة.

## وصلات خارجية
- دستي كولمان على موقع دوري كرة القاعدة الرئيسي (الإنجليزية)
- دستي كولمان على موقعبيزبول رفرنس.كوم (الدوري الرئيسي) (الإنجليزية)
- دستي كولمان على موقعبيزبول رفرنس.كوم (الدوري الثانوي) (الإنجليزية)